# Базилика Святого Николая
Базилика Святого Николая (итал. Basilica di San Nicola) — католическая базилика в городе Бари (Италия). Построена для хранения мощей святителя Николая Мирликийского, перенесённых в 1087 году из города Миры.

## История базилики
Когда 22 мая 1087 года мощи святого Николая привезли в город Бари, то его герцог Рожер I Борса и архиепископ Урсон были в Риме на коронации папы Виктора III. Мощи были отданы на хранение аббату бенедиктинского монастыря Илье. По возвращении архиепископ попытался овладеть реликвией, начались народные волнения. Илья смог убедить Урсона отказаться от своих намерений, и аббату было поручено возвести храм для хранения мощей.
Место для строительства храма было выбрано в центре города на территории «катапенальской цитадели» (место для проведения официальных мероприятий и церемоний). Земля была подарена церкви герцогом Рожером. 1 октября 1089 года базилику освятил папа Урбан II, мощи святого Николая разместили в её крипте. Вскоре после постройки церковь стала местом крупных исторических событий:
- в 1095 году Пётр Амьенский выступил в ней с проповедью Первого Крестового похода;
- в 1098 году в базилике прошёл церковный собор под председательством папы Урбана II по вопросу объединения Западной и Восточной церквей, который не увенчался успехом.

Строительные работы продолжались по 1105 год. В 1156 году во время захвата города Вильгельмом I Злым базилика пострадала и была восстановлена в 1160 году.
Базилика была придворной капеллой императора Фридриха II, при Анжуйской династии имела статус дворцового храма. Подробное описание состояния базилики в конце XVII века можно найти в путевых записках стольника Петра Толстого.
9 апреля 1799 года базилику разграбили французские войска.
Крупные реставрационные работы были проведены в 1928—1956 годах. В ходе их под алтарём базилики был найден саркофаг-реликварий с мощами Николая Чудотворца (1951 год). Он выполнен в форме небольшого каменного оссуария с отверстием для сбора мира. Ныне саркофаг находится в крипте церкви, отгороженный от публичного пространства высокой железной решёткой. Доступ к мощам дозволяется только организованным группам паломникам (по предварительной договорённости с местным церковным начальством).
В 1951 году папа Пий XII поручил церковь ордену доминиканцев.
C 1969 года православным предоставляется право служить в крипте базилики. Раз в неделю (по четвергам) в основном помещении храма совершается богослужение «по византийско-русскому обряду». Во время богослужения в четверг железная решётка открыта, после него все желающие через специальное оконце в мраморном престоле могут поклониться мощам.

## Архитектура и внутреннее убранство
Базилика имеет три нефа длиной 39 метров, сводчатый трансепт длиной 31,5 метр, нефы завершаются апсидами. Ширина центрального нефа 12,5 метров, боковых — 6,5. Снаружи апсиды закрыты прямыми стенами с ложными аркадами, что придаёт храму прямоугольную форму. Фасад разделён на три части пилястрами, по бокам имеет две башни между которыми возвышается центральное прясло. Входной портал украшен резьбой на тему евхаристии (начало XII века). Портик портала поддерживают колонны, опирающиеся на фигуры быков, в люнете помещён рельеф с солнечной колесницей и триумфатором, символизирующим Иисуса Христа. Фронтон увенчан крылатым сфинксом.
Базилика украшена скульптурным декором, часть которого (рельефы, капители, карнизы) были заимствованы от более древних византийских построек. Около 1130 года были созданы престол и киворий (украшен капителями и ангелами), в середине XII века появился епископский трон, вырубленный из цельного куска мрамора.

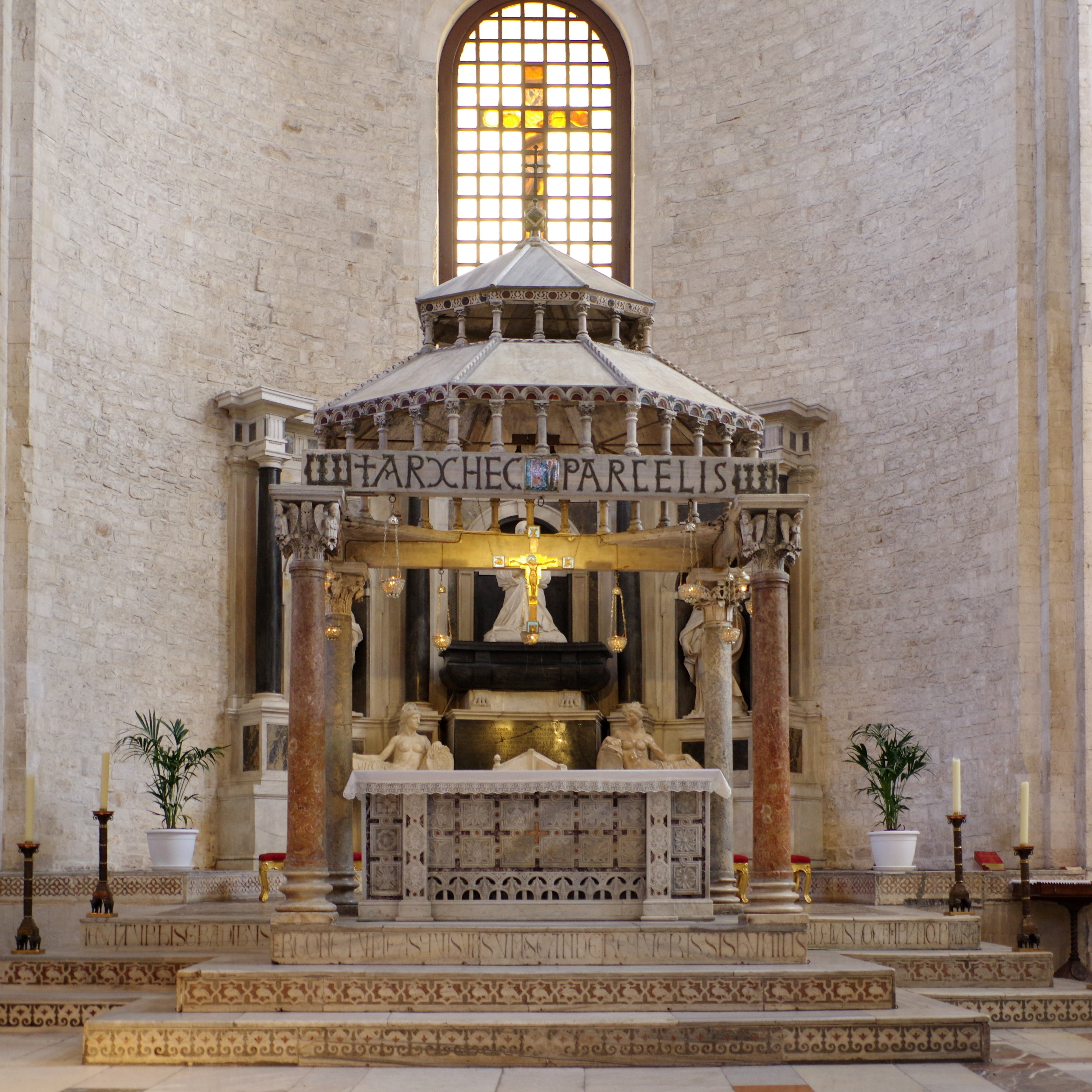
Алтарь и киворий
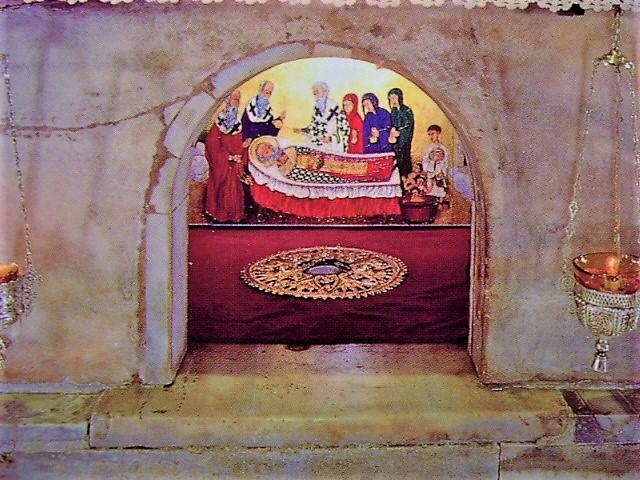
Престол над мощами святителя Николая
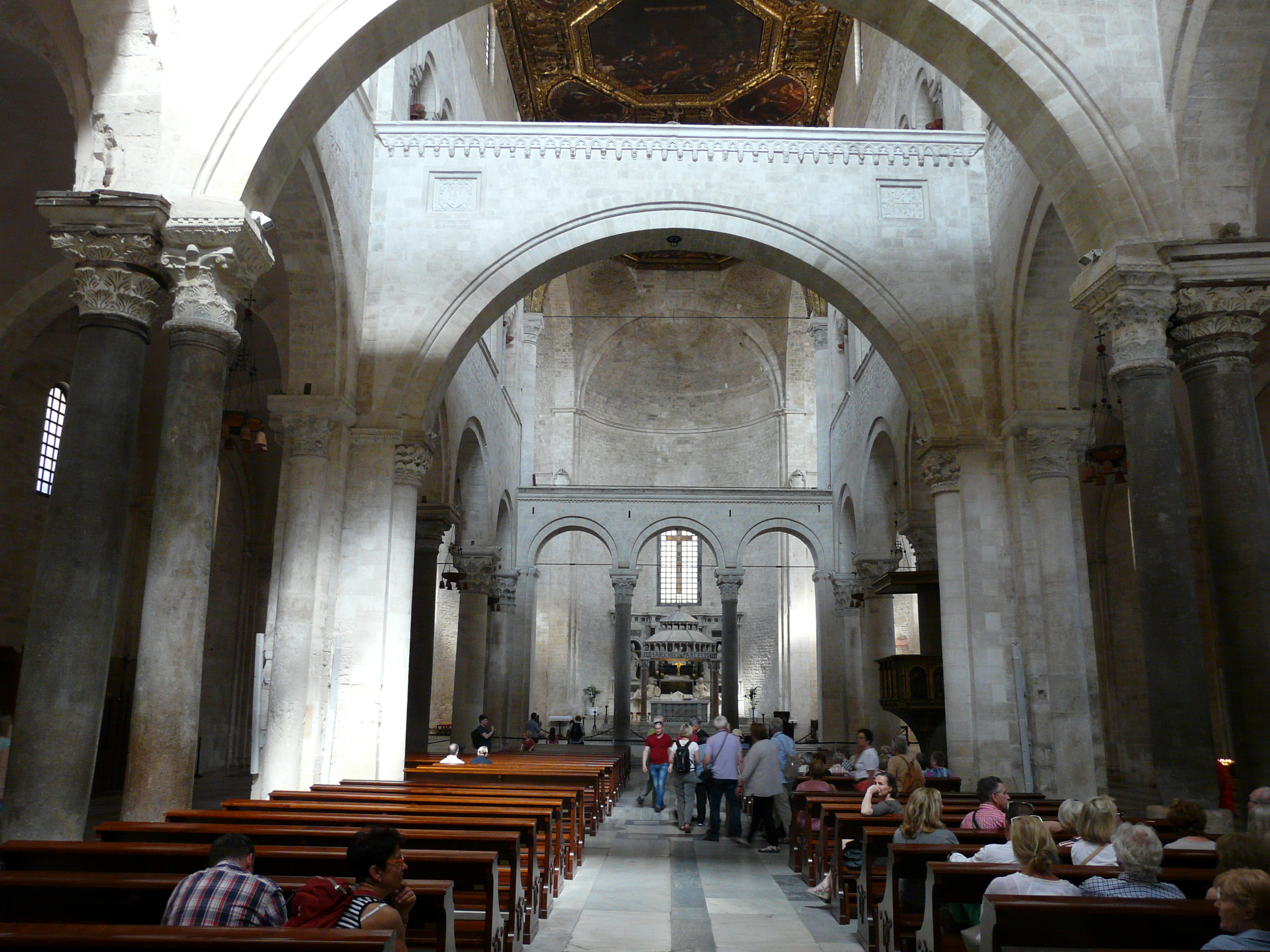
Главный неф базилики
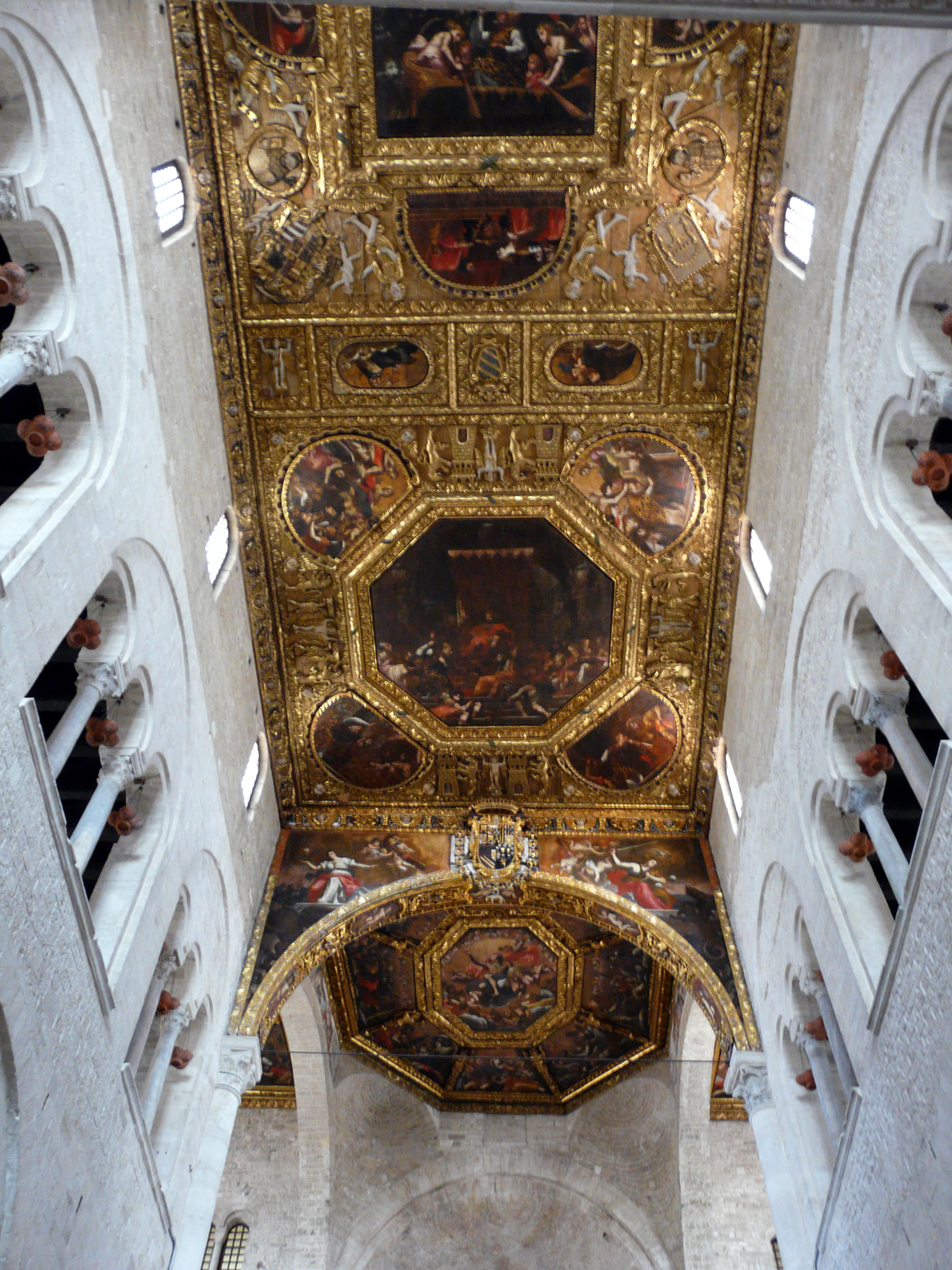
Потолок базилики
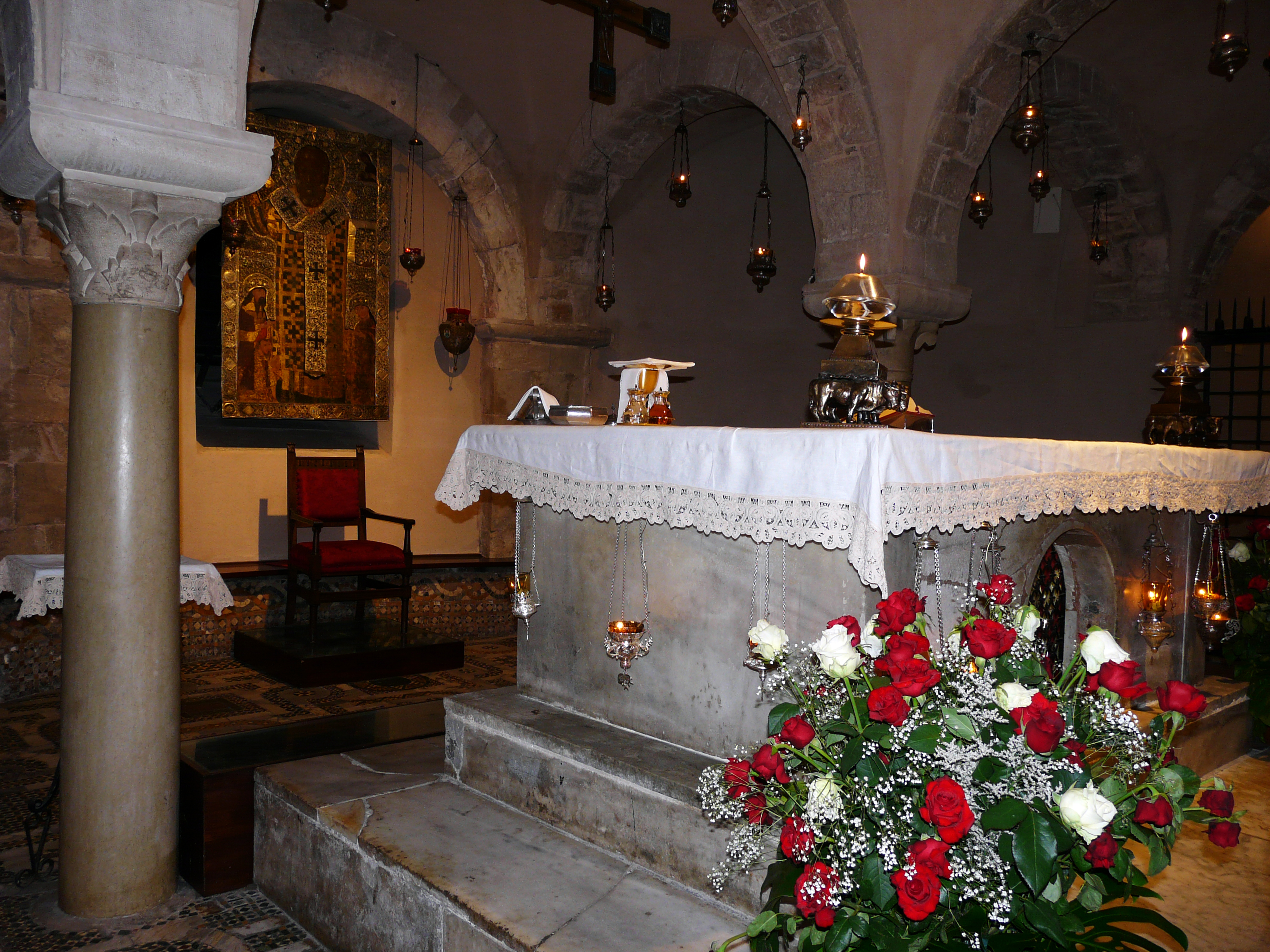
Алтарь и престол над мощами Св. Николая